# Till Zander
Till Zander (* 2. September 1984) ist ein deutscher Badmintonspieler.

## Karriere
Till Zander gewann nach einer Medaille im Nachwuchsbereich 2009 sein erstes Edelmetall bei den deutschen Einzelmeisterschaften. 2010 erkämpfte er sich erneut Bronze.

## Sportliche Erfolge
| Saison    | Veranstaltung                         | Disziplin    | Platz | Name |
| --------- | ------------------------------------- | ------------ | ----- | --- |
| 2002/2003 | Deutsche Mannschaftsmeisterschaft U19 | Mannschaft   | 3     | 1. BC Beuel (Tim Zander, Anne Behrends, Till Zander, Jennifer Lim, Timo Umland, Simone Schiek, Jan Petschulat, Anna-Lena Zietan, Christopher Dannheim, Nadine Steinert, Lee Strangfeld, Florian Gulau, Christoph Dehn) |
| 2008/2009 | Deutsche Einzelmeisterschaft          | Mixed        | 3     | Till Zander / Karen Neumann (VFL 93 Hamburg) |
| 2009/2010 | Deutsche Einzelmeisterschaft          | Herrendoppel | 3     | Maurice Niesner (BV Gifhorn) / Till Zander (VfL 93 Hamburg) |